# Scissurella prendrevillei
Scissurella prendrevillei es una especie de molusco gasterópodo de la familia Scissurellidae.

## Distribución geográfica
Se encuentra  en Nueva Zelanda.